# Bronisław Sitek
Bronisław Włodzimierz Sitek (ur. 27 września 1958 w Inowrocławiu) – polski prawnik, profesor nauk prawnych, specjalista w zakresie prawa rzymskiego, profesor zwyczajny na Wydziale Prawa Uniwersytetu SWPS w Warszawie, w latach 2008–2013 dziekan Wydziału Prawa i Administracji Uniwersytetu Warmińsko-Mazurskiego, prezes Prokuratorii Generalnej Skarbu Państwa (2013–2015), w kadencji 2024–2027 przewodniczący Rady Doskonałości Naukowej.

## Życiorys
Był duchownym katolickim, pracował na obszarze archidiecezji gnieźnieńskiej. Po odejściu z kapłaństwa zawarł związek małżeński, ma dwoje dzieci.
W 1989 ukończył studia na Wydziale Prawa Kanonicznego Akademii Teologii Katolickiej w Warszawie z tytułem zawodowym magistra prawa kanonicznego. Na tej samej uczelni w 1993 uzyskał stopień doktora nauk prawnych na podstawie pracy pt. Studia nad skargami popularnymi w rzymskim prawie przedklasycznym i klasycznym. Kształcił się także na uniwersytetach w Rzymie, Bari i Monachium. Habilitował się w 1998 na Wydziale Prawa i Administracji Uniwersytetu Mikołaja Kopernika w Toruniu w oparciu o dorobek naukowy i rozprawę pt. Pojęcie sprawiedliwości w konstytucjach Dioklecjana i Konstantyna. 21 grudnia 2007 otrzymał tytuł profesora nauk prawnych.
Jako nauczyciel akademicki pracował m.in. w Katedrze Kościelnego Prawa Procesowego Wydziału Prawa Kanonicznego Uniwersytetu Kardynała Stefana Wyszyńskiego w Warszawie i na Uniwersytecie Szczecińskim, gdzie w latach 1997–2000 pełnił funkcję prodziekana ds. nauki Wydziału Prawa i Administracji. Związany także z Uniwersytetem Warmińsko-Mazurskim w Olsztynie. Był kierownikiem zainicjowanej przez siebie Katedry Prawa Rzymskiego i Porównawczego, do 2008 zajmował stanowisko prodziekana ds. współpracy z zagranicą Wydziału Prawa i Administracji, a od 2008 do 2013 był dziekanem tego wydziału. Podjął także pracę jako profesor zwyczajny na Wydziale Prawa Uniwersytetu SWPS w Warszawie oraz w Wyższej Szkole Gospodarki Euroregionalnej im. Alcide De Gasperi w Józefowie.
Powoływany w skład komisji dyscyplinarnej dla nauczycieli akademickich przy Radzie Głównej Nauki i Szkolnictwa Wyższego oraz na członka Komitetu Nauk Prawnych Polskiej Akademii Nauk.
W 2003 uzyskał uprawnienia radcy prawnego, po czym do 2013 prowadził własną kancelarię radcowską. Z dniem 8 lipca 2013 powołany na stanowisko prezesa Prokuratorii Generalnej Skarbu Państwa. Stanowisko to pełnił do grudnia 2015.
W 2015 został zgłoszony na stanowisko sędziego Trybunału Konstytucyjnego z rekomendacji posłów PSL. 8 października tego samego roku został wybrany przez Sejm RP na tę funkcję, jego kadencja miała rozpocząć się 3 grudnia 2015. 25 listopada 2015 Sejm głosami posłów PiS i Kukiz’15 podjął uchwałę „w sprawie stwierdzenia braku mocy prawnej” uchwały o wyborze Bronisława Sitka na sędziego TK. Wydarzenia te miały wpływ na zaistnienie pod koniec 2015 kryzysu wokół Trybunału Konstytucyjnego w Polsce. 3 grudnia 2015 Trybunał Konstytucyjny orzekł, że przepisy ustawy o TK, na mocy których nastąpił wybór na sędziego TK m.in. Bronisława Sitka, są niezgodne z odpowiednimi przepisami Konstytucji RP.
W 2016 został wybrany na członka Centralnej Komisji do Spraw Stopni i Tytułów na kadencję 2017–2020, pełnił funkcję sekretarza tej komisji. W 2019 został członkiem Rady Doskonałości Naukowej I kadencji, objął funkcję sekretarza tej instytucji. W 2023 wybrany do RDN II kadencji (2024–2027), w październiku tego samego roku został powołany przez ministra edukacji i nauki Przemysława Czarnka na stanowisko jej przewodniczącego.

## Życie prywatne
Żonaty z Magdaleną Sitek, prawniczką i nauczycielką akademicką.

## Odznaczenia
- Srebrny Krzyż Zasługi (2011)[15]
- Srebrny Medal „Zasłużony dla Nauki Polskiej Sapientia et Veritas” (2023)[16]